# Internazionali di Tennis Città di Padova
Gli Internazionali di Tennis Città di Padova sono un torneo professionistico di tennis giocato su campi in terra rossa. Il torneo fa parte dell'ITF Men's Circuit e si gioca al Tennis Club Padova a Padova in Italia. La prima edizione si disputò nel 2008 con il nome Trofeo Generali Assicurazioni.
Dal 2008 al 2010 fu giocato sui campi di via Goito del Tennis Club Padova, nel 2011 subentrò nell'organizzazione il gruppo Barbiero e fino al 2013 venne disputato sui campi del Centro Sportivo Plebiscito, altro impianto padovano. Nel 2014 il torneo fu dismesso e quello stesso anno il gruppo Barbiero organizzò la prima edizione del Challenger 2001 Team Città di Padova, torneo facente parte dell'ATP Challenger Tour.
Nel 2016 gli Internazionali di Tennis Città di Padova vennero ripristinati con l'organizzazione del Tennis Club Padova, che aveva organizzato le prime tre edizioni, e da quell'anno il torneo si svolge sui campi di via Libia, nuova sede del club dal 2010.

## Albo d'oro

### Singolare
| Anno | Cod. ITF      | Campione            | Finalista            | Punteggio        |               |
| ---- | ------------- | ------------------- | -------------------- | ---------------- | ------------- |
| 2008 | Italy F10     | Antonio Veić        | Simone Vagnozzi      | 6–2, 6(4)–7, 6–3 |               |
| 2009 | Italy F7      | Cristian Villagran  | Julian Reister       | 1–6, 7–6(5), 6–0 |               |
| 2010 | Italy F5      | Cedrik-Marcel Stebe | Daniele Giorgini     | 4–6, 6–1, 6–2    |               |
| 2011 | Italy F6      | Daniel Köllerer     | Yannick Mertens      | 7–5, 6–1         |               |
| 2012 | Italy F5      | Bastian Knittel     | Philipp Oswald       | 6–3, 6–3         |               |
| 2013 | Italy F4      | Jason Kubler        | Jordi Samper-Montana | 6–1, 6–4         |               |
| 2014 | Non disputato | Non disputato       | Non disputato        | Non disputato    | Non disputato |
| 2015 | Non disputato | Non disputato       | Non disputato        | Non disputato    | Non disputato |
| 2016 | Italy F13     | Riccardo Bellotti   | Matteo Viola         | 2–6, 6–1, 6–1    |               |
| 2017 | Italy F16     | Andrea Collarini    | Orlando Luz          | 6–4, 6–4         |               |
| 2018 | Italy F13     | Riccardo Bellotti   | Johan Nikles         | 6–1, 3–6, 6–3    |               |

### Doppio
| Anno | Cod. ITF      | Campioni                           | Finalisti                             | Punteggio           |               |
| ---- | ------------- | ---------------------------------- | ------------------------------------- | ------------------- | ------------- |
| 2008 | Italy F10     | Simone Vagnozzi Caio Zampieri      | Aleksandr Dolhopolov Denis Macukevič  | 7–5, 7–6(2)         |               |
| 2009 | Italy F7      | Victor Ioniță Gabriel Moraru       | Nikola Mektić Ivan Zovko              | 6–0, 6–3            |               |
| 2010 | Italy F5      | Frederik Nielsen Federico Torresi  | Karim Maamoun Sherif Sabry            | 7–5, 4–6, [10–4]    |               |
| 2011 | Italy F6      | Toni Androić Dino Marcan           | Andrea Arnaboldi Walter Trusendi      | 6–4, 6–4            |               |
| 2012 | Italy F5      | Bastian Knittel Matteo Volante     | Claudio Grassi Antal van der Duim     | 6–3, 6–0            |               |
| 2013 | Italy F4      | Matteo Donati Andrej Golubev       | Mate Delić Josko Topic                | 7–6(6), 3–6, [10–6] |               |
| 2014 | Non disputato | Non disputato                      | Non disputato                         | Non disputato       | Non disputato |
| 2015 | Non disputato | Non disputato                      | Non disputato                         | Non disputato       | Non disputato |
| 2016 | Italy F13     | Maverick Banes Gavin Van Peperzeel | Omar Giacalone Matteo Volante         | 6–3, 6–3            |               |
| 2017 | Italy F16     | Julian Ocleppo Andrea Vavassori    | Franco Agamenone Facundo Mena         | 4–6, 6–1, [10–8]    |               |
| 2018 | Italy F13     | Gabor Borsos Peter Nagy            | Vasile Antonescu Bogdan Ionut Apostol | 6–2, 6–7, [10–8]    |               |